# ايمانويل اوغورا
ايمانويل اوغورا (بالإنجليزية: Emmanuel Ogura) هو لاعب كرة قدم غاني، ولد في 13 مايو 2002.